# Eiwitstructuur
De eiwitstructuur of proteïnestructuur is de ruimtelijke moleculaire structuur van een eiwitmolecuul. Elk eiwit is een polymeer – meer gespecificeerd een polypeptide – bestaande uit α-aminozuren, de monomeren van het polymeer. Het eiwit vouwt zich in een specifieke, driedimensionale structuur onder invloed van non-covalente interacties, zoals waterstofbruggen, ionaire bindingen en vanderwaalskrachten. De uiteindelijk vorm is bepalend voor de functie van het eiwit.
Om de moleculaire functies van eiwitten te begrijpen, is het van belang om een idee te hebben van de driedimensionale structuur. Het vaststellen van de eiwitstructuur is een centraal onderwerp binnen de structuurbiologie. Structuurbiologen gebruiken technieken zoals röntgenkristallografie, NMR-spectroscopie en elektronenmicroscopie om de structuur van eiwitten zichtbaar te maken en deze in verband te brengen met een biologische functie.
Een eiwitmolecuul kan uit tientallen tot enkele duizenden aminozuren bestaan. Sommige eiwitten bestaan uit verschillende subunits en vormen grote complexen die de hele gedeeltes van de cel overspannen. Zo bestaan microfilamenten uit duizenden ineengevlochten actinemoleculen. Een eiwit is dynamisch en kan bij het uitvoeren van zijn functie van structuur of conformatie veranderen.

## Structuren

### Conventionele indeling
De vorm waarin een eiwit zich normaal vouwt, wordt de natieve conformatie genoemd. Thermodynamisch gezien is de natieve conformatie een gunstige toestand. Na synthese van de polypeptideketen neemt het eiwit daarom vaak zijn specifieke structuur uit zichzelf aan. Non-covalente interacties tussen verschillende delen van de polypeptideketen stabiliseren de gevouwen structuur. Conventioneel worden de volgende vier niveaus van de structuur van een eiwit onderscheiden:

#### Primaire structuur

De verschillende structuren van een eiwit van primair naar quaternair

De primaire structuur of aminozuursequentie is de volgorde van aminozuren in een polypeptideketen. Er zijn twintig verschillende standaardaminozuren en een eiwit kan makkelijk uit enkele duizenden aminozuren bestaan. De aminozuren zijn met elkaar verbonden door peptidebindingen. De primaire structuur wordt bepaald door de volgorde van nucleotiden in een overeenkomend gen.

#### Secundaire structuur
De secundaire structuur is de lokale vouwing in driedimensionale structuurelementen, zoals de α-helix en de β-sheet. Deze structuurelementen worden gestabiliseerd door middel van waterstofbruggen tussen de ruggengraat van de polypeptideketen. Er bestaan veel verschillende secundaire structuren, elk ervan heeft een regelmatige geometrie. Ze dragen bij aan de verdere vouwing van het eiwit.

#### Tertiaire structuur
De tertiaire structuur is de vouwing van het eiwit als geheel. Stabilisatie treedt op door aantrekkingskrachten tussen de zijketens van de ingebouwde aminozuren. Niet-specifieke hydrofobe-interacties komen tot stand door de afstoting van hydrofobe aminozuren en watermoleculen. Specifieke interacties, zoals ionaire bindingen en zwavelbruggen, zorgen voor een stabiele tertiaire structuur.

#### Quaternaire structuur
De quaternaire structuur is de structuur die voortkomt uit de associatie van meerdere eiwitketens (subunits). De eiwitketens vouwen in elkaar onder invloed van non-covalente interacties en zwavelbruggen. Het ontstane complex werkt als een functionele eenheid. Een voorbeeld hiervan is hemoglobine, dat uit meerdere eiwitketens bestaat en ook nog eens in het midden een heemverbinding bevat.

### Conformaties
Een eiwit kan voorkomen in verschillende conformaties. Elke conformatie heeft zijn eigen specifieke biologische activiteit. Vaak wordt van alle mogelijke conformaties slechts één conformatie als biologisch actief beschouwd. Eiwitten veranderen voortdurend van conformatie, meestal onder invloed van allosterische regulatie of enzymatische katalyse. Duidelijke conformatieveranderingen komen bijvoorbeeld voor bij motoreiwitten als myosine en kinesine.

## Domeinen en motieven
Eiwitten bestaan uit verscheidene structurele eenheden, zoals domeinen, motieven en vouwingselementen. Ondanks dat er ongeveer 100.000 verschillende eiwitten tot expressie komen in eukaryotische cellen, zijn er slechts een beperkt aantal domeinen, structuurmotieven en vouwingselementen bekend. In de loop van de evolutie zijn onderdelen van eiwitten veranderd en konden via nieuwe combinaties nieuwe eiwitfuncties ontwikkeld worden.

### Eiwitdomein

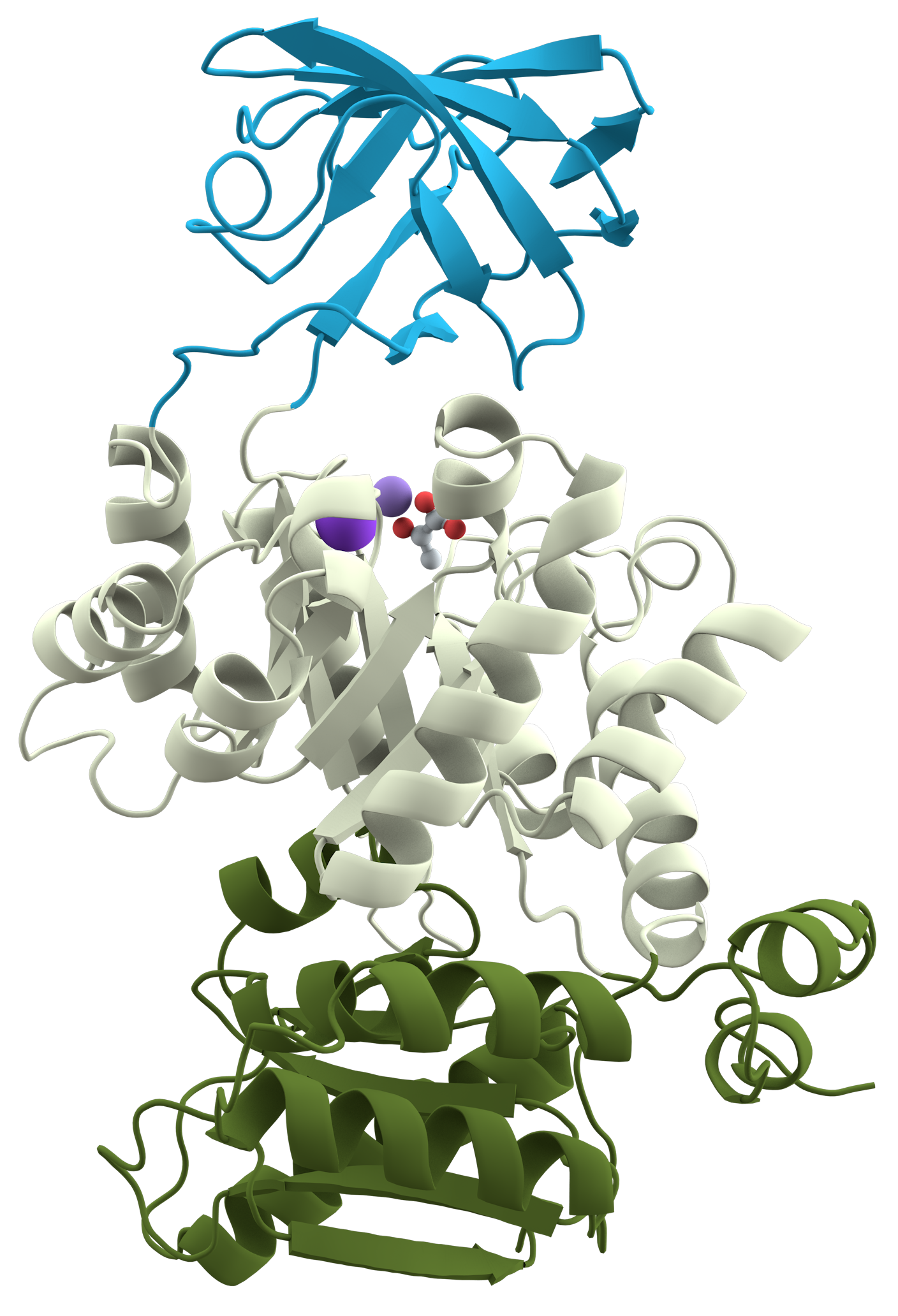
De drie domeinen (afzonderlijk gekleurd) van het enzym pyruvaatdehydrogenase

Een eiwitdomein is een element van de gehele eiwitstructuur dat zich zelf stabiliseert en vaak onafhankelijk van de rest van de eiwitketen vouwt. Veel domeinen zijn niet uniek voor het door een gen of familie van genen gecodeerde eiwit en komen voor in een veel verschillende eiwitten. Domeinen worden vaak genoemd en onderscheiden naar de biologische functie van het eiwit waar ze in voorkomen, bijvoorbeeld het calcium-bindingsdomein van calmoduline. Omdat ze op zichzelf stabiel zijn, kunnen domeinen voor het met genetische technologie te maken chimaeras overgebracht worden van het ene naar het andere eiwit.

### Structuurmotief
Structuurmotieven en sequentiemotieven zijn korte patronen in de eiwitstructuur die in veel verschillende eiwitten voorkomen, en dus evolutionaire geconserveerd zijn. Structuurmotieven zijn driedimensionaal (tertiair) en sequentiemotieven zijn lineair (primair). Een motief is vaak een sterke aanwijzing voor de functie die het eiwit vervult.

### Supersecundaire structuur
De supersecundaire structuur is een specifieke combinatie van secundaire structuurelementen, zoals de β-α-β-eenheden of het helix-draai-helix-motief. Sommigen worden ook wel aangeduid als structuurmotieven. Het onderscheid met domein is gradueel; sommige supersecundaire structuren vormen een discreet ruimtelijk (en functioneel) onderdeel in het eiwit, dat ook aangeduid kan worden als een domein.

### Opvouwingspatronen
Een opvouwingspatroon (fold) is een tertiaire structuur die de algemene eiwitarchitectuur vormt. Voorbeelden van vouwingselementen zijn de helixbundel (bijvoorbeeld bij het bromodomein), bèta-barrel of de Rossmann-vouwing. Een verwant concept is eiwittopologie: de ruimtelijke eigenschappen van eiwitmoleculen. Vouwingselementen zijn onderscheidende onderdelen van een eiwit, en zijn daarom belangrijk voor classificatie van eiwitten. Een grote databank waarin eiwitten gecategoriseerd zijn op basis van hun vouwing is de Structural Classification of Proteins database (SCOP).

## Eiwitcomplexen
Eiwitten kunnen zich met andere eiwitten combineren tot grotere structuren onder invloed van non-covalente interacties. Dit vindt plaats op veel verschillende manieren, bijvoorbeeld door de vorming van een dimeer, een gesloten ring, een globulaire bundel of een helixvormige polymeer. Een microfilament is bijvoorbeeld een lange onvertakte vezelstructuur die opgebouwd is uit vele actine-monomeren. Niet alle eiwitcomplexen die in de cel voorkomen komen spontaan tot stand wanneer men de componenten bij elkaar voegt. De vorming van een eiwitcomplex is vaak afhankelijk van vele assemblagefactoren die niet aanwezig zijn in de uiteindelijke structuur.